# Scar (Løvernes konge)
Scar er en ond fiktiv løve og hovedskurken i Walt Disney Pictures' popurlære animerede spillefilm Løvernes Konge fra 1994. Den originale stemme er indtalt af Jeremy Irons, og dubbet til dansk af skuespilleren Stig Hoffmeyer. Figurens hovedansvarlige animator var Andreas Deja. Scar har sidenhen også medvirket i andre medier inden for Disney. Han er indbegrebet af den typisk britiske skurk: veluddanet, skruppeløs og kynisk. Baseret på litterere skurke såsom Claudius fra Hamlet og Iago fra Othello, og det påstås også at hans fremtræden til dels minder om naziføreren Adolf Hitler. Han er vidt og bredt betragtet som en af tidens bedste disneyskurke, og er hidtil den eneste animerede skurk nomineret til en MTV Movie Award. Scar var oprindelidt tilsigtet til at være en skælmsk løve som ikke skulle være beslægtet med Simba, Mufasa eller den kongelige familie, men animatorerne syntes at det ville være interessant, hvis der "var en trussel fra det indvendige". Han har sit navn efter arret på sit venstre øje og har lighed med Pantheraløven. 

## Løvernes konge
Scar er lillebror til løvernes konge Mufasa, og Simbas onkel, og den anden i rækken til tronen efter at Simba blev født. Scar var misundelig på Simbas stilling som den næste konge af De stolte sletter, så han planlagde at myrde sin bror og nevø, for at blive den næste efterfølger.
| Fiktion | Spire Denne artikel om en historie eller noget fiktivt er en spire som bør udbygges. Du er velkommen til at hjælpe Wikipedia ved at udvide den. |

1. ↑  Navnet er anført på engelsk og stammer fra Wikidata hvor navnet endnu ikke findes på dansk.
2. ↑  Navnet er anført på engelsk og stammer fra Wikidata hvor navnet endnu ikke findes på dansk.
3. ↑  Navnet er anført på engelsk og stammer fra Wikidata hvor navnet endnu ikke findes på dansk.
4. ↑  Navnet er anført på engelsk og stammer fra Wikidata hvor navnet endnu ikke findes på dansk.
5. ↑  Navnet er anført på bokmål og stammer fra Wikidata hvor navnet endnu ikke findes på dansk.